# بات جورج
بات جورج (بالإنجليزية: Pat George)‏ هو سياسي أمريكي، ولد في 1956 في دودج سيتي في الولايات المتحدة. حزبياً، نشط في الحزب الجمهوري. وقد انتخب عضو مجلس نواب كنساس.